# 結木瞳
結木 瞳（ゆうき ひとみ）は、日本の作詞家。社団法人日本作詩家協会の会員。

## 概要
作詞家の藤間哲郎の一番弟子である藤井潔に師事。山崎ハコ作曲、あさみちゆき歌唱の「四畳半の蝉」は日本作詩大賞 最優秀新人賞を受賞した他、コロナ禍で沈み込んだ日本を奮い立たせる「ふるさと日本、しあわせ音頭!」（歌唱：松阪ゆうき）等話題となる作品を提供し続けている。その後、日本作曲家協会・日本作詩家協会の共同企画である「ソングコンテストグランプリ・2022」にて全国から1347作品の応募があった中で、2022年3月25日「睡蓮」が最優秀作詩賞に選ばれ、山本譲二によるレコーディング後、テイチクエンタテインメントにおける編成会議の結果グランプリに決定し、9月28日に全国発売された。続いて、日本音楽著作家連合「第38回藤田まさと記念　新作歌謡作品コンクール」でキム・ヨンジャ歌唱曲として募集し最優秀賞グランプリを受賞した「海を渡る蝶」が2024年7月2日に発売され、これにより、作詞家として3冠・グランドスラム達成者となった。

## 作詞楽曲
- 朝花美穂「お初にござんす、朝花美穂」「演歌魂」「女夜ねずみ小僧」
- あさみちゆき「四畳半の蝉」
- 泉昇太「甲府駅北口シネマ」「午前零時の双子座」
- 五十川ゆき「ヘブンズ・バラード」「プライド」
- 一心「ふりむけばメランコリア」
- 小田純平「ぶって叩いて香水つけて」※セルフカバー
- 加川明「恋のダンスがとまらない」
- キム・ヨンジャ「海を渡る蝶」
- キム・ランヒ「さみしいオンナ」
- 工藤あやの「あした天気になあれ」「わたしは今日も元気です」
- 黒木ナルト「太陽のスマイル～ナルトの燦々サンバ～」「演歌の星」「ひまわり」
- 藤代舞「吐息はYES」
- 中条きよし「煙が目にしみる」「愛は過ぎ去り」
- 夏木ゆたか「ぶって叩いて香水つけて」「女は男で花になる」
- 真咲よう子「世紀（とき）を越えて」
- 松阪ゆうき「ふるさと日本、しあわせ音頭！」「おーい！しあわせくん」
- 松平健「あっぱれ富士山、日本晴れ！」
- 松前ひろ子 ’歌手人生50周年記念曲‘「女一代 演歌船」「北の岬」
- 向井浩二「I am your singer」
- 山内二郎「一番星☆キラリ」
- 山本譲二「睡蓮」
- 三山ひろし「昭和の恋歌」
- 羽山みずき「千年かぐや姫」

## 受賞歴
- 第38回日本作詩大賞優秀新人賞（2005年11月27日、テレビ東京）：「しあわせの居場所」
- 第50回日本作詩大賞最優秀新人賞（2017年12月3日、テレビ東京）：「四畳半の蝉」（歌：あさみちゆき / 作曲：山崎ハコ）
- 日本作曲家協会・日本作詩家協会共同企画「ソングコンテストグランプリ・2022」グランプリ受賞：「睡蓮」（歌：山本譲二 / 作曲：村田誠一）
- 第38回藤田まさと記念新作歌謡作品コンクール・最優秀賞（2024年）：「海を渡る蝶」（歌：キム・ヨンジャ/作曲：大村友希）